# Metzholz (Leichlingen)
Metzholz ist eine aus einer Hofschaft hervorgegangene Ortschaft in der Stadt Leichlingen (Rheinland) im Rheinisch-Bergischen Kreis.

## Lage und Beschreibung
Metzholz liegt östlich des Leichlinger Zentrums auf einem Höhenrücken zwischen dem Murbach und dem Weltersbach an der Landesstraße 294 nahe der Stadtgrenze zu Burscheid. In Metzholz zweigt die Kreisstraße K6 nach Oberbüscherhof von der Landesstraße ab. Der Ort ist mit den ehemaligen Witzheldener Wohnplätzen Schneppenpohl und Krabbenhäuschen zu einem Ortsbereich zusammengewachsen. 
Weitere Nachbarorte sind Tirol, Windfoche, Eichen, Wiedenbach, Scheuerhof, Koltershäuschen, Weltersbach, Unterbüscherhof, Schüddig, Holzerhof, Wilhelmstal, Sieferhof, Krähwinkel, Neukrähwinkel und auf Burscheider Stadtgebiet Unterwietsche.

## Geschichte
Der Ortsname leitet sich möglicherweise von ahd. mezzôn ab, was so viel wie Behauen bedeutet. Metzholz ist also ein Ort, an dem durch Bearbeiten von gefällten Bäumen Bauholz gewonnen wurde. Die Karte Topographia Ducatus Montani aus dem Jahre 1715 zeigt zwei Höfe unter dem Namen Mertsholt. Im 18. Jahrhundert gehörte der Ort zum Kirchspiel Leichlingen im bergischen Amt Miselohe. Die Topographische Aufnahme der Rheinlande von 1824 und die Preußische Uraufnahme von 1844 verzeichnen den Ort beide als Metzholz. Metzholz lag auf Leichlinger Gebiet unmittelbar an der Grenze zu dem Kirchspiel Witzhelden, das ab 1845 bis 1974 eine eigene Bürgermeisterei und Gemeinde bildete.
1815/16 lebten 83 Einwohner im Ort. 1832 gehörte Metzholz der Bürgermeisterei Leichlingen an. Der laut der Statistik und Topographie des Regierungsbezirks Düsseldorf als Dorfschaft kategorisierte Ort besaß zu dieser Zeit 17 Wohnhäuser und 18 landwirtschaftliche Gebäude. Zu dieser Zeit lebten 79 Einwohner im Ort, allesamt evangelischen Glaubens.
Im Gemeindelexikon für die Provinz Rheinland werden 1885 29 Wohnhäuser mit 117 Einwohnern angegeben. 1895 besitzt der Ort 30 Wohnhäuser mit 117 Einwohnern, 1905 27 Wohnhäuser und 102 Einwohner.